# Eremobates scaber
Espèce
Synonymes
- Datames scaber Kraepelin, 1899
- Eremobates gladiolus Muma, 1951

Eremobates scaber est une espèce de solifuges de la famille des Eremobatidae.

## Distribution
Cette espèce se rencontre aux États-Unis en Oregon et au Washington et au Canada en Colombie-Britannique,.

## Description
La femelle décrite par Roewer en 1934 mesure 20 mm.

## Publication originale
- Kraepelin, 1899 : Zur Systematik der Solifugen. Mitteilungen aus dem Naturhistorischen Museum in Hamburg, vol. 16, p. 195–259 (texte intégral).